# Yussuf Ayila
Ayila Yussuf, aussi appelé Ayila, né le 4 novembre 1984 à Lagos (Nigeria), est un footballeur nigérian.

## Palmarès
- Dynamo Kiev
  - Vainqueur du Championnat d'Ukraine en 2004, 2007 et 2009.
  - Vainqueur de la Coupe d'Ukraine en 2005, 2006 et 2007.
  - Vainqueur de la Supercoupe d'Ukraine en 2004, 2006, 2007, 2009 et 2011.